# راتشيل بيرفورد
راتشيل بيرفورد (بالإنجليزية: Rachael Burford)‏ هي لاعبة اتحاد الرغبي بريطانية، ولدت في 19 أغسطس 1986.